# Anne-Marie Schaffner
Anne-Marie Schaffner este un om politic francez, membru al Parlamentului European în perioada 1999-2004 din partea Franței. 
1. ↑  The International Who's Who of Women 2006[*] Verificați valoarea |titlelink= (ajutor)
2. 1 2  Deputații în Parlamentul European